# 厚木伊勢原ケーブルネットワーク
厚木伊勢原ケーブルネットワーク株式会社（あつぎいせはらケーブルネットワーク、Atsugi Isehara Cablenetwork.,Inc.）は、神奈川県厚木市をサービスエリアとし、厚木市が資本参加している日本の第三セクターケーブルテレビ局である。
また、MSOのTOKAIケーブルネットワークの傘下の子会社でもある。

## サービスエリア
- 神奈川県厚木市 
  - 「厚木伊勢原ケーブルネットワーク」という社名にはなっているが、実際には現在伊勢原市は提供エリア外。これは「伊勢原市は光ファイバー（光ケーブル）網でサービスを提供する予定だったが、FTTH網の新規参入ができなくなったため、伊勢原市内ではケーブルテレビの視聴はできない」とのことである[2]。
  - しかし2010年になって、同県相模原市などを提供エリアとしているジェイコム関東（現：ジェイコム湘南・神奈川）が伊勢原市に進出し、隣接する秦野市と併せて「J:COM 秦野・伊勢原」として開局した。

## 主な放送チャンネル

### 地上波系列別再送信局
| NHK-G   | NHK-E   | NNN/NNS    | ANN        | JNN       | TXN        | FNN/FNS    | JAITS        |
| ------- | ------- | ---------- | ---------- | --------- | ---------- | ---------- | ------------ |
| NHK東京 | NHK東京 | 日本テレビ | テレビ朝日 | TBSテレビ | テレビ東京 | フジテレビ | tvk TOKYO MX |

### テレビ局
| デジタル  | 放送局                                |
| --------- | ------------------------------------- |
| TV011-012 | NHK総合                               |
| TV021-023 | NHK Eテレ                             |
| TV031-033 | tvk                                   |
| TV041-042 | 日本テレビ                            |
| TV051-053 | テレビ朝日                            |
| TV061-062 | TBSテレビ                             |
| TV071-073 | テレビ東京                            |
| TV081-083 | フジテレビ                            |
| TV091-093 | TOKYO MX                              |
| TV111-113 | あゆチャンネル                        |
| BS101-102 | NHK BS                                |
| BS141-143 | BS日テレ                              |
| BS151-153 | BS朝日                                |
| BS161-163 | BS-TBS                                |
| BS171-173 | BSテレ東                              |
| BS181-183 | BSフジ                                |
| BS191     | WOWOW                                 |
| BS200     | BS10                                  |
| BS201     | BS10スターチャンネル                  |
| BS231     | 放送大学テレビ                        |
| BS232     | 放送大学テレビ                        |
| BS531     | 放送大学 BSラジオ                     |
| 121       | ディスカバリーチャンネル ハイビジョン |
| 122       | ムービープラスHD                      |
| 123       | LaLa HD                               |
| 131       | Dlife                                 |
| 210       | J sports 3                            |
| 211       | スカイA                               |
| 212       | GAORA SPORTS                          |
| 213       | J sports 1                            |
| 214       | J sports 2                            |
| 215       | J sports 4                            |
| 217       | ゴルフネットワーク                    |
| 218       | 日テレジータス                        |
| 221       | 日本映画専門チャンネル                |
| 222       | チャンネルNECO                        |
| 223       | V☆パラダイス                          |
| 225       | 東映チャンネル                        |
| 226       | 衛星劇場                              |
| 230       | ファミリー劇場                        |
| 231       | スーパー!ドラマTV                     |
| 232       | アクションチャンネル                  |
| 234       | 時代劇専門チャンネル                  |
| 236       | アニマルプラネット                    |
| 237       | ミステリーチャンネル                  |
| 238       | TBSチャンネル1                        |
| 240       | カートゥーン ネットワーク             |
| 241       | アニマックス                          |
| 242       | キッズステーション                    |
| 245       | テレ朝チャンネル1                     |
| 246       | ホームドラマチャンネル                |
| 248       | チャンネル銀河                        |
| 251       | 日経CNBC                              |
| 252       | 日テレNEWS24                          |
| 255       | ヒストリーチャンネル                  |
| 257       | BBCワールドニュース                   |
| 259       | ナショナルジオグラフィック            |
| 260       | ミュージック・エア                    |
| 261       | MUSIC ON! TV                          |
| 262       | スペースシャワーTV                    |
| 263       | MTV                                   |
| 264       | 歌謡ポップスチャンネル                |
| 270       | 囲碁・将棋チャンネル                  |
| 271       | ショップチャンネル                    |
| 272       | QVC                                   |
| 276       | 釣りビジョン                          |
| 277       | 旅チャンネル                          |
| 280       | MONDOTV                               |
| 284       | 日テレプラス                          |
| 309       | ジュエリーチャンネル                  |

- デジタルTVは日本デジタル配信を使用している。
- アナログ放送サービスについては2011年7月24日のアナログ放送終了に伴い、24:00をもって終了した（アナログ終了と共に以前再送信していたテレ玉・チバテレビの再送信も終了した）。
  - これに先駆け、同日 12:00過ぎからNHK総合・Eテレ、日本テレビ・テレビ朝日・TBSテレビ・テレビ東京・フジテレビ・tvkの各チャンネルについてはアナログと同一チャンネルでデジアナ変換サービスを行っていたが、2015年4月15日 23:52に、コミュニティチャンネル（あゆチャンネル）のアナログ共々放送を終了しブルーバックのお知らせ画面に移行、1週間後の4月22日頃に停波した。[4]
  - コミュニティチャンネル（あゆチャンネル）・ショップチャンネル・QVCに関しては2011年7月25日以降も引き続きアナログサービスで並行して再送信を継続していたが、ショップチャンネル及びQVCは2015年3月31日 24:00を持って終了し同じくお知らせ画面に移行した後、デジアナ変換サービスと同様4月22日頃に停波した（あゆチャンネルのアナログサービスは前述の通り、4月15日のデジアナ変換サービスと同日に終了した。）。[4]

### ラジオ局
| MHz  | 放送局       |
| ---- | ------------ |
| 77.7 | BAYFM        |
| 78.3 | FM湘南ナパサ |
| 78.9 | 湘南ビーチFM |
| 80.0 | TOKYO FM     |
| 80.7 | NACK5        |
| 81.3 | J-WAVE       |
| 81.9 | NHK横浜FM    |
| 82.5 | NHK東京FM    |
| 83.1 | レディオ湘南 |
| 84.7 | Fm yokohama  |
| 85.3 | 鎌倉エフエム |
| 89.7 | interfm      |

## コミュニティチャンネル
愛称は「あゆチャンネル」。チャンネル名の由来は厚木市の名物の一つで、厚木市と海老名市の市境付近を流れる相模川で捕れる川魚「鮎」から命名されている。厚木市内のケーブルテレビ加入物件と電波障害地区、34,758世帯（2005年10月末現在）が視聴可能。
当初はデジタルでも4:3SD画質放送であったが、2011年10月12日朝からまずは原則レターボックス放送に移行し、3日後の10月15日朝からデジタルではハイビジョン放送に移行した。これに合わせてEPGロゴも配信されるようになり、最大2チャンネルのマルチ編成が物理的に可能となった。
2012年4月から民放局同様コピー制御信号（ダビング10運用）が導入されている。
2015年6月からデジタル112chの運用が開始され、同チャンネルでは6:00 - 24:00はQVCのサイマル放送、翌0:00 - 6:00は「交通情報カメラ」（交通情報ライブカメラ、詳細は後述）が常時編成されるようになった。
2021年12月1日から再度チャンネル内容が再編され、113chの運用を開始。以下のような態勢となった。
- 111ch：あゆチャンネルのメインチャンネル編成。0:00～4:00はQVC、6:00～7:00はショップチャンネルのサイマル編成を行う。[10]
- 112ch：QVCのサイマルチャンネル。0:00～4:00は「交通情報カメラ」を編成する（従来通りの編成）。
- 113ch：「ショップチャンネル」のサイマル編成。5:00～7:00は「交通情報カメラ」を編成する。[11][12]

この準備で0:00より一度放送内容を止めて休止に入り、その後2:40ごろに3ch態勢の編成を開始した。
上記の3ch運用を始めたため、2015年7月のメインチャンネルのHD化以来削除されていた113chがマルチ編成と共に復活する格好になったほかに、112chのQVCサイマル編成のハイビジョン放送も開始された。

### 現在放送中の番組

#### 自社製作番組
※項目に特記した番組をのぞき、毎月1日に番組内容が更新される。

※全番組がハイビジョン制作（2011年より）。放送時間は月ごとに異なるほか、順次放送時間の改訂が行われるため、詳細は公式サイトを参照のこと。
- こちらワクワク情報局（放送内容は毎週月曜更新）

あゆチャンネルの主力番組。
司会は加藤萌朝（2021年4月 - ）で、その他当番組の「お店再発見」コーナー内のリポーターとして番組スタート時からメインキャスターを務めた神崎順子など厚木市民リポーターが出演。
主なコーナーとしては市内の出来事を送る「ニュースフラッシュ」、お店リポーターの宮脇理恵子（2011年度 - 、過去に鈴木久美子も担当）が美味しいお店や気になるお店を紹介する「お店再発見」などのコーナーがある。
番組は毎週月曜に内容更新されるが、前日・前々日にあたる土日のニュースはその翌週に持ち越される。
当初は4:3放送であったが、OPリニューアルの際にOPのみ16:9製作に移行。
あゆチャンネルデジタルのハイビジョン放送化に伴い、2011年10月17日放送分からハイビジョン製作に移行した
- あつぎ愛テレビ（旧・「ハートシティあつぎ」→「あつぎ元気Wave」、放送内容は毎月1日と16日頃の2回更新）

厚木市提供の広報番組であり、当チャンネル以外でも厚木市の公式ホームページにてオンデマンド配信を実施。
2012年2月よりハイビジョン製作に移行。同年4月からはオープニングタイトルや一部ジングルもリニューアル、ハイビジョン化された。
2014年5月後半回からはOPのみ一時、同年4月26日に旧厚木パルコ跡に開業したアミューあつぎを背にしたタイトル映像にリニューアル、その後相模川河川敷にかかる相模大橋とあゆみ橋の晴れの風景をバックにして、市内の各種映像が流れるものに変更された。
2023年2月よりタイトルを現在の「あつぎ愛テレビ」にリニューアル。当初は仮のオープニングが制作されていたが、同年4月放送分から新オープニングに変更。
- あつぎ青春劇場

「あつぎ青春劇場」のステージイベントで放送時間内に行われる催し物を中継する。
当初は原則生放送（同社でレギュラー番組での生放送は初めて）であったが、2015年現在は公開収録（録画番組）となっており主にアミューあつぎの「ホール112」で行われる『唄う！青春劇場カラオケ大会』の模様が放送されている。
前述の「あつぎ元気Wave」同様、2012年2月よりハイビジョン放送化された。
- あゆチャンネル 1分ニュース（放送内容は毎週月曜に更新）

2014年3月31日より放送開始。
厚木市内の出来事、厚木市関連の話題のニュースをフラッシュ・文字ニュース形式で放送するニュース番組。
『ニュース』とは銘打っているものの、自主取材を行うことは稀で（自主取材系は「こちらワクワク情報局」で主に取り扱う）、基本的には市広報からの情報提供、市広報が運営するTwitter、Facebookからの情報引用や視聴者からの情報によって賄われる。
VTR放送であり、情報更新も毎日ではなく概ね週単位（月曜更新）で行われる程度である。
放送枠は随時編成されているが、必ず「こちらワクワク情報局」とはセットで編成されており、2014年4月以降は「こちらワクワク情報局」の放送枠を1分削ぐ形で当枠が充てられている。
- あつぎっ子通信

厚木市内の幼稚園・小中学校の主な催し物のダイジェスト放送などを送る。第1期途中からハイビジョン制作。
当初、2009年ごろまで第1期として放送し一度終了していたものの、2015年10月1日より第2期として放送再開。放送枠も当初は30分番組だったが、放送再開してからは15分番組となった。
放送再開後はPCの自動生成音声によるナレーションが入れられている。
- 神奈中バスで移動中! (第1期) → 神奈中バスで移動中!HYPER[20][21] (第2期)

「二郎とカオルのあつぎ商店いらっしゃ～い！」に次ぐ2つめの自社製作バラエティ番組。司会は第1期、第2期通じてお笑いコンビのイワイガワが担当。
厚木市内を走る主要バス路線である神奈川中央交通（以下「神奈中」と記す。厚木営業所管内の営業エリアが対象となる）の路線バスをメインテーマとして、毎月2～3つのロケ目的地を番組で指定し、道中で撮影スタッフから出されるカンペの指示に従い、その目的地周辺のバス停留所からふらりと訪れることができるスポットをイワイガワが面白おかしく訪れるというふれあい系旅番組。
もちろん神奈中バスが題材のため、ナレーションも「～でございまーす」と終始バスガイド調になっていたり、
ツッコミSEもバスのクラクション音（オリジナルの音源。実際に神奈中の路線のバスで採用しているものではない）になっている。
また、テロップ表示時には、アナウンス開始時に流れるチャイム・運賃表示器の停留所変更時に流れるピポピポ音が採用されている。
移動手段も神奈中のバスを使っている。開始から2回ではひと通りのスポットを訪れると最後は各種バス路線の発着ポイントである厚木バスセンターにちゃんと戻る形となっていたが、
2012年6月放送分以降では最後の停留所のロケ先で番組を締める流れとなっている。
他番組とは違い開始時期の関係もあって、開始当初からハイビジョン制作。
2012年7月放送分より静岡のTOKAIケーブルネットワークエリアやJCN（現・J:COM）各局の「にっぽんケーブルチャンネル」（現・J:COMテレビ）へ当番組のネットを開始しており、エリア外への自社製作番組のネットは当番組が初めてである。
第1期は2012年4月1日から放送開始し2015年9月30日で放送を終了していたが、翌年の2016年7月1日から第2期「神奈中バスで移動中!HYPER」として9ヶ月ぶりに出演陣や番組スタイルはそのままに放送を再開した。
- まりえさん! しずよ社長がお出かけですよ!

チャンシズ・コーポレーションという架空の会社が舞台で、しずよ社長(山崎静代)から与えられたテーマにふさわしい視察先を探し、秘書のまりえさん(湯原麻利絵)とともに一緒に視察するスタイルの番組。
「神奈中バスで移動中!HYPER」に続く形の3枠目のバラエティ番組で、こちらも同じ制作会社が担当。またナレーションもミスター・ビルヂングが担当している。
湯原は当局でも購入しているMUSIC PARTY（後述）にも出演しているほか、山崎は同番組が初の出演。
- なかたよしゆき・加藤萌朝のここに住もうかな？

「こちらワクワク情報局」を担当する加藤萌朝と、「あつぎ青春劇場」を担当するなかたよしゆきの両タレントが、東京都内、厚木市内のおすすめ物件を紹介するバラエティ番組。
東京ベイネットワークとの共同制作番組で、2022年より放送を開始。
- あつぎ人物辞典

厚木市内の各企業のトップと対談する番組。司会は神崎順子が務める。2020年より放送開始。
- 釣り大好き！～渓流、清流、海を釣り歩く～

2022年より放送開始。
釣りライターの横塚鴻一が、丹沢山塊と相模川周辺の釣りスポットを紹介し、釣りの面白さを伝えるフィッシング情報番組。
撮影は2018年～19年に行われており、事実上新作のない傑作選として放送している。

#### 他ケーブル局・放送局製作番組
※2023年10月現在。
- MUSIC PARTY（TOKAIケーブルネットワーク製作）
- Go!Go!ベルマーレ（湘南ケーブルネットワーク製作）
- 横浜ミストリー（YOUテレビ製作）
- かながわ らく楽ウォーキング（横浜ケーブルビジョン制作）
- いい伊豆みつけた（伊豆急ケーブルネットワーク制作） [24]
- Made in Hawaii TV（毎週金曜22:00～22:30 ほかに放送）
- 沖縄よんな～街歩き こんにちは！ベンビーです。 （沖縄ケーブルネットワーク制作）
- 時をかけるアメマ!寛平さんぽ (TOKAIケーブルネットワーク制作)
- 亮と優の静岡をゆる～く走りませんか? (TOKAIケーブルネットワーク制作)
- パパキャン2 (いちはらコミュニティー・ネットワーク・テレビ制作)
- みんなでエンジョイゴルフ (東京ベイネットワーク制作）
- 藤波辰爾の歴史探訪 (TOKAIケーブルネットワーク制作)[25]
- 魚っちんぐ (倉敷ケーブルテレビ制作)
- Channel bay情報局 (東京ベイネットワーク制作）
- すわSPA! (エルシーブイ制作）

など。その他にもテレショップ番組が放送される。
当チャンネルは起点7:00の24時間編成であるが一日の編成の約半分がテレショップ番組でもあり、24:00～翌朝7:00までは7時間に亘ってテレショップ番組が続く。

テレショップ番組に関してはQVCのサイマルのほか、一般的なテレショップ番組も放送される。

かつては上記に加えMALL OF TVのサイマルを受けていたほか、「saQwa」テレビショッピングでおなじみのイオンダイレクトと親会社のTOKAIコミュニケーションズとの合弁テレショップ番組である「ケーブル屋おとりよせ便」も放送していた。MALL OF TVに関しては2014年7月31日の同チャンネルの閉局に先立って同年4月中に同チャンネル分のサイマル放送は打ち切られ、その分QVCのサイマル枠及び『ケーブル屋おとりよせ便』の放送時間が拡充され、「ケーブル屋お取り寄せ便」も終了時期は不明ではあるが、2017年現在では終了となっている。

#### チャンネル特番編成について
- その他、毎年8月に厚木市で行われるあつぎ鮎まつり2日目のDance Legend（旧DANBEパレード）のダイジェスト及び生中継や大花火大会の生中継特番を行ったり、厚木市に関わる選挙が行われた場合は選挙速報番組を組むほか、年末年始には「テレビ年賀状」と題した告知番組などを設けるなど不定期に特番編成を敷く事もある。
- また、2013年からは当局を含め神奈川県に本拠を置くCATV全局が共同制作するかながわCATV情熱プロジェクトの一環で、全国高等学校野球選手権神奈川大会の夏季開催分（夏の高校野球）のうち、バッティングパレス相石スタジアムひらつか開催分の3～5回戦分の試合の生中継番組及びダイジェスト番組を放送するほか（以上はtvkと並行放送）、同秋季関東大会・春季関東大会（選抜高校野球大会）のサーティーフォー保土ヶ谷球場で行われる決勝試合、湘南国際マラソンなどの共同制作スポーツ特番を放送している。

### 過去に放送した番組
★印を付加した番組はハイビジョン制作。

#### 過去の自社製作番組
- わらべうたはともだち

旧「小さい人間たちといっしょに」。厚木市で活動をする「こどもを育てるわらべうたの会」協力。
- 情報スパイス Peek a boo!

現在の「こちらワクワク情報局」の前身番組。
- 歴史さんぽ
- AICカフェ
- あゆチャントーク

元ヴェルディ監督の李国秀がホストを務めたトーク番組。
- 美歯！お口の健康
- 市内探検隊

あゆチャンネル草創期に開始の最長寿番組で、2006年3月に放送を終了。
不定期に厚木市外の場所へロケを行う「出張!市内探検隊」という特別版もあり、この「出張！～」の場合は当ケーブルのエリア外な鎌倉市にある鶴岡八幡宮や藤沢市の江ノ島や箱根町など
神奈川県内各地のみならず、更には神奈川県外まで出張し2005年度放送分では東京都港区の芝公園、更には千葉県木更津市も訪れたりなどかなり取材範囲は広い番組であった。
- まち散歩 ★

2009年11月～2011年3月31日放送。
厚木市内を小散歩するミニ番組であり、過去放送された「市内探検隊」「歴史さんぽ」からの流れを汲んでいる（事実上の復活版）が、撮影手法やBGMからNHKの「世界ふれあい街歩き」に範をとった番組である（いわゆるパロディ。OP/ED部分のタイトル部分のBGMも同番組と同一のものを使用している）。
毎月1日の8:00～8:05が初回放送となり、以降は再放送となる。
2010年4月放送分から16:9製作となり、レターボックス放送となった（自社制作番組では唯一）。
- 二郎とカオルのあつぎ商店いらっしゃ～い! ★

2011年4月1日～2013年4月30日放送。
司会はタレントの轟二郎と増田香で、両者の冠番組であった。
厚木市内の各商店街のそれぞれの店に2人が訪問し、店の魅力を面白おかしく紹介するほか、わらしべ長者方式で最初の出演者2人のサインからそれぞれの店でプレゼントされる商品を物々交換していき、最終的に何がもらえるかという実験的な側面を持つバラエティ番組。そのほか、取材先の商店会長にお話を聞くトップインタビューなどもある。
2012年10月放送分から企画が一部リニューアルされ、それぞれの店でもらう商品について視聴者プレゼントもされるようになった。
2011年7月からハイビジョン制作（ただし同年8月のあつぎ鮎まつり特番未公開SPに関しては4:3SD放送）。
2013年3月放送分と4月放送分は轟二郎が体調不良に伴い芸能活動を一時休止。前述の「神奈中バスで移動中！」からイワイガワの井川修司が代理でMCを担当した。
- あゆChanPRESS クーポン案内[28] ★

毎日7:15～7:30・19:45～20:00、毎週月・水・金・日曜15:45～16:00（当時）に2012年10月～2014年9月まで放送。
同社で発行している、厚木市内の一部店舗にて配布されている同局の情報やクーポン付きのオリジナルフリーペーパーである『あゆChanPRESS』に掲載しているお得クーポン情報について紹介する番組。
15分枠となっているが、実際の所本編は9分程度となっており、残りの余った時間は同局で再送信を行なっているCS放送のチャンネルインフォメーションフィラーに充てられていた（主に衛星劇場のチャンネル案内が放送されることが多い）。
「こちらワクワク情報局」にてメインキャスターを担当している川端裕美が、当番組の案内ナレーション役で出演していた。
なお、『あゆChanPRESS』は同社のサポートフリーコール宛で希望の旨を伝えると後日郵送でもらえることが可能である。
2014年9月放送分を最後に放送を終了。同年10月以降のこの枠はこの番組が組まれる以前に放送されていたCSチャンネルのインフォメーションフィラー枠として放送されるようになった。

- 駿河・相模・甲斐・信濃 歴史探訪 ★

2015年4月～2016年3月放送。静岡・神奈川・山梨・長野の4県の名所及び歴史にスポットを当て、その歴史を紐解いていく番組。
当局とLCV、TOKAIケーブルネットワークの同じTOKAI系列であるCATV3局共同制作で、 この番組のみ毎月第1土曜日放送分が初回放送となっていた。
当初4回は武田信玄にまつわる歴史探訪シリーズだったが、2015年8月放送分（テーマ「宮ヶ瀬ダム」）より静岡・神奈川・山梨・長野の4県にまつわる名所にスポットを当てるテーマが月替りで放送されるようになった。
終了後、この番組の事実上のマイナーチェンジ版である「藤波辰爾の歴史探訪」が制作されるようになり、2022年現在放送されている。
- 先輩、ロザリオクロスと申します。 ★

2017年6月～2018年6月に放送。
当局もグループに参加しているTOKAIのCMキャラクターでもある、静岡のご当地アイドルグループ「ROSARIO+CROSS」の冠番組。
主にロザリオクロスを厚木市内や神奈川県内で知ってもらう活動にチャレンジするバラエティパート、近況報告やお知らせを紹介する「ロザリオ報告会」のパート、先輩アイドルにロザリオクロスのメンバーが同グループを知ってもらう他にアイドルの極意などをインタビューで聞くインタビューパートの3部構成で、ロザリオクロスが放送エリア内でのグループの知名度アップに様々な企画にチャレンジする番組であった。
元々ロザリオクロス自体は隣県である静岡エリアのご当地アイドルであるが、同じTOKAIグループである関係か、当番組は当局の自社制作番組扱いとなり、所属レコード会社のmiuzicも制作に協力していた。

ほか多数の番組有り。

### そのほか
- 2007年より東京都・神奈川県内の東名高速道路及び西湘バイパス沿いに所在するケーブルテレビ局が協力して設置した、「交通情報ライブカメラ」を放映開始している。

参加局は当局の他イッツ・コミュニケーションズ(iTSCOM)、湘南ケーブルネットワーク(SCN)、J:COM小田原（旧・JCN小田原）の計4社が当初から参加しているが、2014年を境には横浜市内の定点カメラポイントがさらに増え、現在は上記4社以外にも複数社が参加しているものと思われる（詳細は不明）。